# NK Crnac
Nogometni klub Crnac nogometni je klub iz općine Crnac. Trenutačno se natječe u 1. ŽNL Virovitičko-podravskoj.

## O klubu
NK Crnac je osnovan 1926. godine
NK Crnac igra na stadionu Crnac kapaciteta 500 gledatelja.

## Vanjske poveznice
- znsvpz.hr, Crnac